# Bardallur
Bardallur és un municipi d'Aragó situat a la província de Saragossa i enquadrat a la comarcar de Valdejalón.